# Macaranga marikoensis
Macaranga marikoensis är en törelväxtart som beskrevs av Albert Charles Smith. Macaranga marikoensis ingår i släktet Macaranga och familjen törelväxter.
Artens utbredningsområde är Fiji. Inga underarter finns listade i Catalogue of Life.